# RJ Cyler

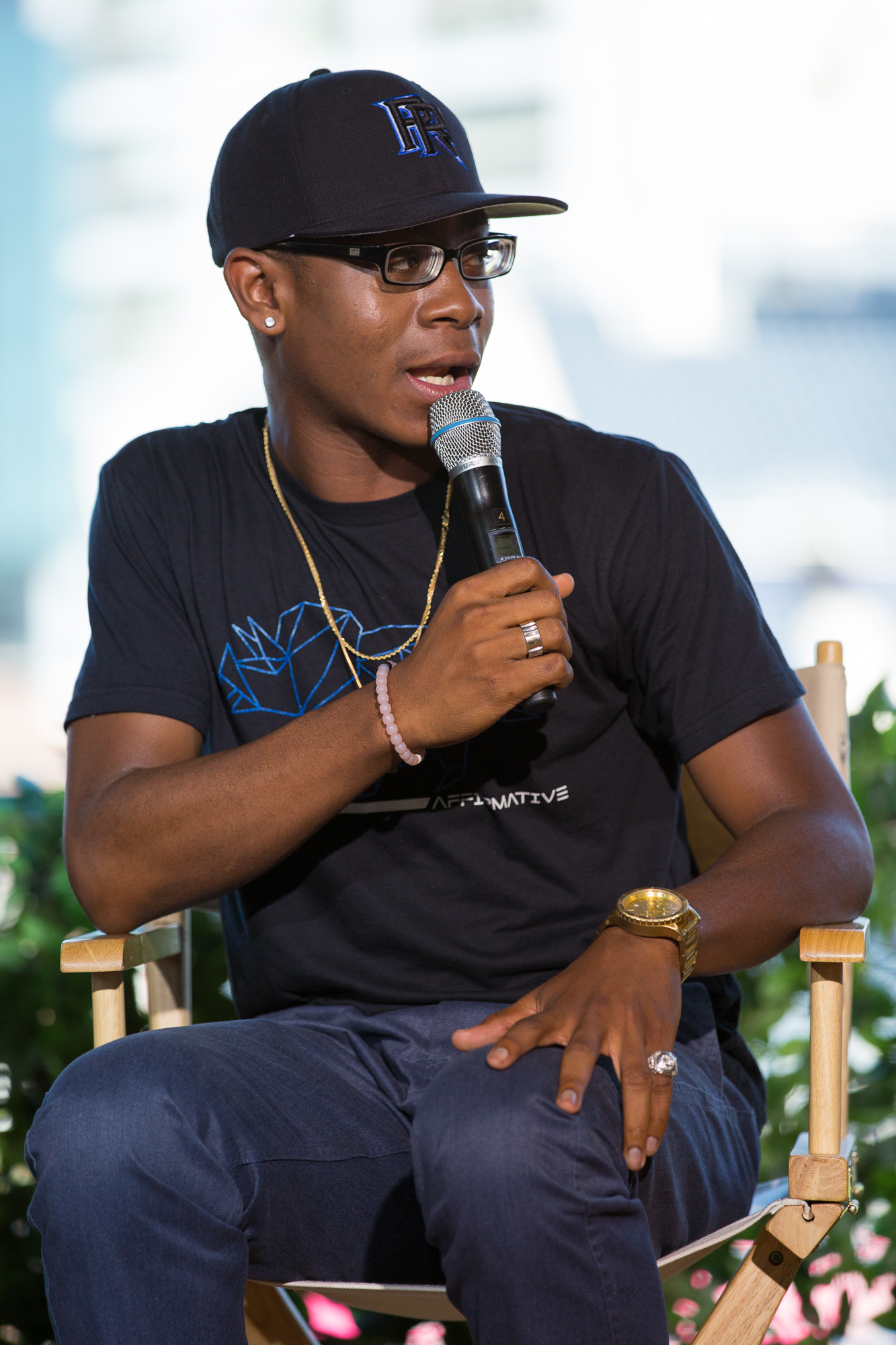
RJ Cyler (2016)

Ronald „RJ“ Cyler II (* 21. März 1995 in Jacksonville, Florida) ist ein US-amerikanischer Schauspieler.

## Leben und Karriere
RJ Cyler wurde als jüngstes von drei Kindern eines Lastwagen-Fahrers und einer Köchin in Jacksonville, Florida geboren. 2013 zog die Familie nach Kalifornien, nachdem sie kurzzeitig in einem Motel lebten und ihr letztes Hab und Gut verkauften.
Das erste Mal war Cyler 2013 in dem Kurzfilm Second Chances als Schauspieler zu sehen. Seinen Durchbruch hatte er 2015, als er die Rolle des Earl im Film Ich und Earl und das Mädchen übernahm. Der Film hatte seine Premiere auf dem Sundance Film Festival und brachte Cyler Nominierungen für den San Diego Film Critics Society Award und den Critics’ Choice Movie Award als Bester Jungdarsteller ein. 2016 war Cyler in einer kleinen Rolle in der Serie Vice Principals zu sehen.
2017 erfolgte die Veröffentlichung des Films Power Rangers, in welchem er die Rolle des Billy Cranston/Blue Ranger übernahm. Trotz gemischter Kritiken wurde Cyler 2017 bei den Teen Choice Awards in der Kategorie Best Scene Stealer nominiert. Ebenfalls 2017 übernahm er die Rolle des Adam Proteau in der Serie I'm Dying Up Here und war als Andy Moon im Film War Machine zu sehen. Anschließend übernahm er Nebenrollen in den Serien Black Lightning  und Scream.

## Filmografie (Auswahl)
- 2013: Second Chances
- 2015: Ich und Earl und das Mädchen (Me and Earl and the Dying Girl)
- 2016–2017: Vice Principals (Fernsehserie, 4 Episoden)
- 2017: Power Rangers
- 2017: War Machine
- 2017: I’m Dying Up Here (Fernsehserie, 10 Episoden)
- 2018: White Boy Rick
- 2018: Sierra Burgess Is a Loser
- 2018–2019: Black Lightning (Fernsehserie, 5 Episoden)
- 2019: Swamp Thing (Fernsehserie, Episode 1x01)
- 2019: Scream (Fernsehserie, 6 Episoden)
- 2021: R#J
- 2021: The Harder They Fall
- 2022: Emergency
- 2023: The Book of Clarence
- 2025: One Spoon of Chocolate

## Auszeichnungen und Nominierungen
- 2016: Nominierung für einen San Diego Film Critics Society Award als Bester Nebendarsteller
- 2016: Nominierung für einen Critics’ Choice Movie Award als Bester Jungdarsteller
- 2017: Nominierung für einen Kids Choice Award als Best Scene Stealer